# Victoria KR 25
Die Modellreihe KR 25 war ein Motorrad der 250 cm³-Klasse der Motorradmarke Victoria-Werke aus Nürnberg und basierte auf Konstruktionen von Richard Küchen. Die Modelle der Neuen Linie wurden zuerst im Februar 1937 auf der Internationalen Automobil- und Motorrad-Ausstellung (IAMA) in Berlin präsentiert.

## Namensgebung
Das Kürzel KR stand bei Victoria für „Kraftrad“, die 25 für den Hubraum von 250 cm³ und HM bei einigen Modellen stand für „Hochleistungsmotor“.

## Modellgeschichte
Die Produktion begann 1937 und wurde nach dem Krieg mit in der Leistung überarbeiteten Motoren wieder aufgenommen. Folgende Modelle lassen sich unterscheiden.
| Modell     | Baujahr      | Leistung                   | Radaufhängung vorn           | Radaufhängung hinten                     | Leergewicht | Nummern         |
| ---------- | ------------ | -------------------------- | ---------------------------- | ---------------------------------------- | ----------- | --------------- |
| KR 25 S    | 1937–1941    | 6,75 kW bei 4.550/min      | Trapezgabel mit Zentralfeder | Starrrahmen                              |             | 119000–136000   |
| KR 25      | 1948–06/1951 | 6,25 kW bei 4.200/min      | Trapezgabel                  | Starrrahmen                              |             |                 |
| KR 25 Aero | 1951         | 6 kW bei 4.800/min         | Teleskopgabel                | Starrrahmen                              | 130 kg      | 150000–168480   |
| KR 25 HM   | 1951–1953    | 7,75–8,75 kW bei 4.700/min | Teleskopgabel                | Starrrahmen; wahlweise Geradewegfederung | 133–135 kg  | 25/101–25/15000 |

## Technische Details
Der Kraftstoffverbrauch bei 60 km/h liegt bei 2,75 Liter/100 km. Die Kurbelwelle besitzt drei Rollenlager und ein Kugellager, die alle über das Getriebeöl geschmiert sind. Das Kraftstoff-Luft-Gemisch kommt von einem Bing Zweischiebervergaser Modell AJ 2/22, ab KR 25 HM Modell AJ 2/24. Das Viergang-Getriebe folgt der Schaltsystematik 1-0-2-3-4, das Hinterrad wird mit einer Rollengelenkkette aus 120 Rollen der Größe 1/2 × 5/16 Zoll angetrieben.
Die Endübersetzung zum Hinterrad beträgt im Solobetrieb 1:2,69 und bei der Verwendung eines Beiwagens 1:2,86. Eine Lichtmaschine von Noris (MLZS 45/60/1 L) mit mechanischem Regler versorgt Zündkerzen der Marke Bosch mit dem Wärmewert W 195 T1 oder Beru K175b 1/14U – bei großer Wärme kamen nur Zündkerzen vom Typ W 225 T zum Einsatz. Das Fahrwerk mit einem Radstand von 1.375 mm hat eine Bodenfreiheit von 125 mm (unbelastet) bzw. 115 mm (belastet).